# Sebastian Balfour
Sebastián Balfour (1941) és un historiador i hispanista anglès, professor en la London School of Economics. És autor d'obres com La dictadura, los trabajadores y la ciudad: el movimiento obrero en el Área Metropolitana de Barcelona (1939-1988) (1994), The End of the Spanish Empire 1898-1923 (Clarendon, 1997), Abrazo mortal. De la guerra colonial a la Guerra Civil en España y Marruecos (1909-1939) (Península, 2002), Castro: Profiles in Power, o España reinventada. Nación e identidad desde la Transición (Península, 2007), amb Alejandro Quiroga, entre d'altres. També ha sigut editor juntament amb Paul Preston de Spain and the Great Powers in the Twentieth Century (Routledge, 1999).